# Anna Lührmann

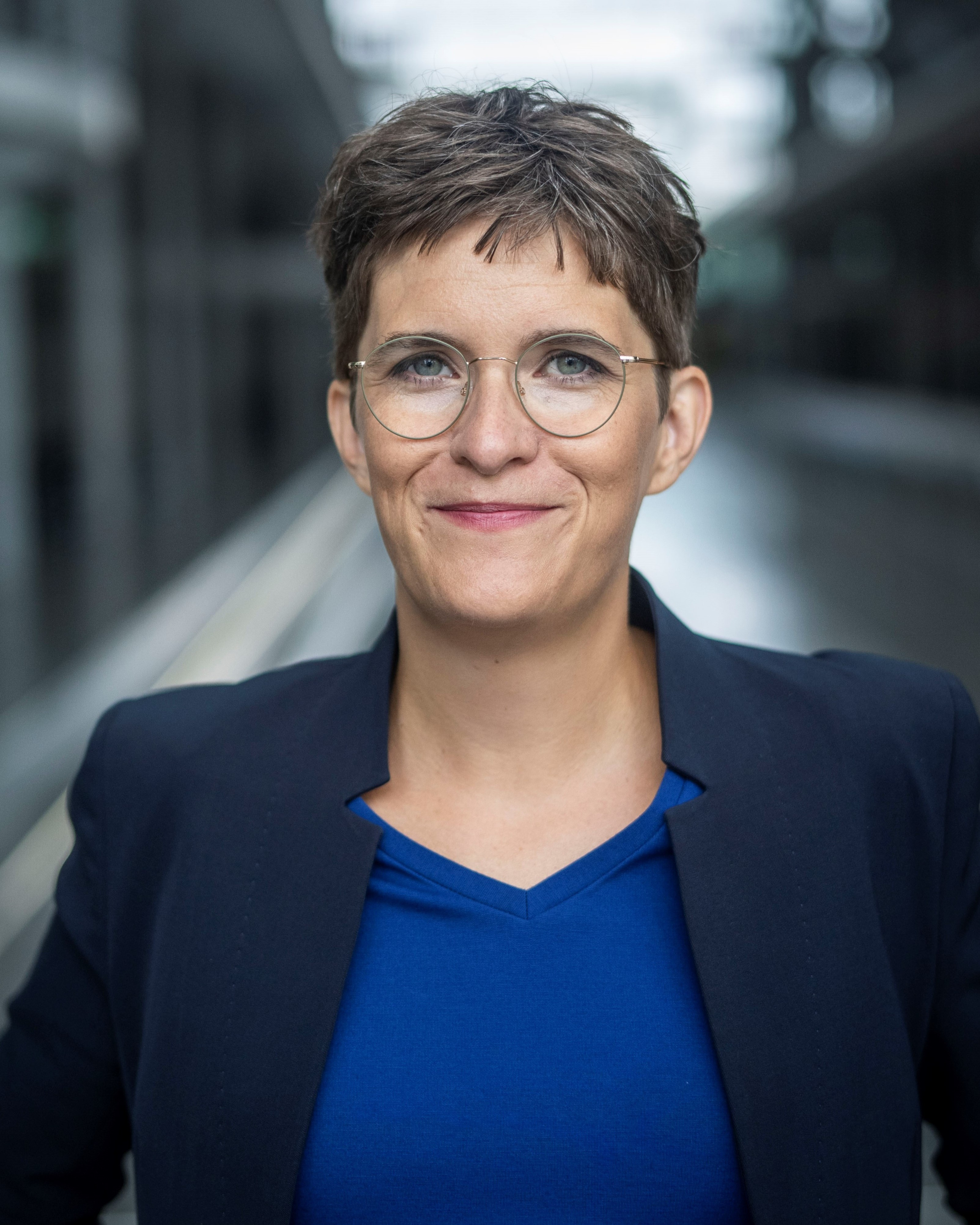
Anna Lührmann (2022)

Anna Lührmann (* 14. Juni 1983 in Lich, Landkreis Gießen) ist eine deutsche Politikwissenschaftlerin und Politikerin (Bündnis 90/Die Grünen). Sie war von 2002 bis 2009 und ist erneut seit 2021 Mitglied des Deutschen Bundestages. Von 2021 bis 2025 war sie zudem Staatsministerin für Europa bei der Bundesministerin des Auswärtigen sowie Beauftragte der Bundesregierung für die deutsch-französische Zusammenarbeit. Seit 2025 ist sie Landesvorsitzende von Bündnis 90/Die Grünen Hessen.
Von 2018 bis 2021 war sie Juniorprofessorin an der Universität Göteborg und von 2018 bis 2020 stellvertretende Direktorin des Instituts Varieties of Democracy (V-Dem Institute).

## Ausbildung und Beruf
Lührmann wuchs teilweise in Kassel auf, wo sie bis zur 9. Klasse die Albert-Schweitzer-Schule besuchte. Sie verbrachte von 1999 bis 2000 mit Youth For Understanding (YFU) ein Austauschjahr in Syracuse im US-Bundesstaat New York. Nach dem Abitur 2002 an der Main-Taunus-Schule in Hofheim am Taunus begann Lührmann zunächst ein Studium der Sozialwissenschaft an der Humboldt-Universität zu Berlin. In den Jahren 2003 bis 2008 studierte sie – während ihres Mandats als Bundestagsabgeordnete – an der Fernuniversität in Hagen und erwarb einen Bachelor in Politik und Organisation.

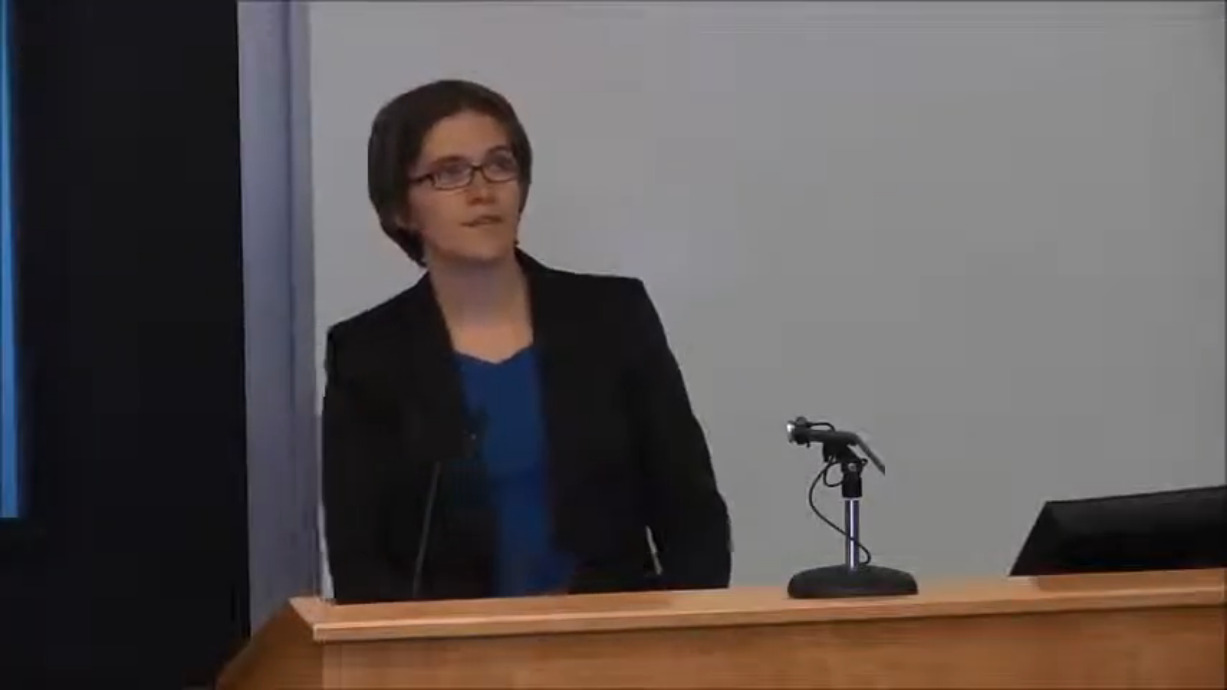
Anna Lührmann bei einem Workshop des Electoral Integrity Project an der Harvard Kennedy School (2013)

Ihr Master-Studium absolvierte sie von 2009 bis 2011 an der Ahfad-Universität für Frauen in Omdurman (Sudan) im Fach Gender and Peace studies. Zusätzlich schulte sie sudanesische Abgeordnete, u. a. über demokratische Instrumente der Gewaltenteilung und -kontrolle. Ihr ehemaliger Ehemann Rainer Eberle war in dieser Zeit deutscher Botschafter im Sudan. 2011 kehrte sie an die Humboldt-Universität Berlin zurück und promovierte 2015 an der Berlin Graduate School of Social Sciences mit einer Arbeit zur Wahlförderung der Vereinten Nationen.
Von 2015 bis 2018 arbeitete sie als Postdoktorandin am Institut Varieties of Democracy (V-Dem) der Universität Göteborg. Von 2018 bis 2021 war sie Assistant Professor im Fachbereich Politikwissenschaft der Universität Göteborg und von 2018 bis 2020 stellvertretende Direktorin des V-Dem-Instituts. Sie war Hauptautorin der jährlichen „Democracy Reports“ des Institutes von 2017 bis 2020.

## Politik
Nach eigenen Angaben engagierte sich Anna Lührmann bereits im Alter von neun Jahren ab 1992 in einem Greenteam, den Jugendgruppen von Greenpeace. Im Jahr 1997 wurde sie Mitglied der Grünen Jugend und 1998 auch bei Bündnis 90/Die Grünen. Von 1998 bis 1999 sowie von 2001 bis 2003 war sie Sprecherin der Grünen Jugend Hessen. Von 2000 bis 2003 gehörte sie außerdem dem Vorstand des Kreisverbandes Main-Taunus der Grünen an.
In den Jahren 2002 bis 2009 war sie erstmals Mitglied des Deutschen Bundestages. Bei ihrem Einzug in das Parlament war sie mit 19 Jahren die jüngste jemals in den Bundestag gewählte Abgeordnete. Hier gehörte sie ab September 2004 dem Haushaltsausschuss an. Anna Lührmann ist stets über die Landesliste Hessen in den Bundestag eingezogen. Seit Juni 2007 ist sie Patin der Bundespräsident-Theodor-Heuss-Schule in Homberg (Efze) im Projekt Schule ohne Rassismus – Schule mit Courage. Lührmann kandidierte bei der Bundestagswahl 2009 nicht erneut für den Deutschen Bundestag.
Bei der Bundestagswahl 2021 erhielten die Grünen 14,8 % der Zweitstimmen (nach 8,9 % bei der Wahl 2017); Lührmann zog über die Landesliste der Grünen Hessen in den 20. Bundestag ein. Im Wahlkreis Rheingau-Taunus – Limburg erhielt sie 14,4 Prozent der Erststimmen.
Nach der Wahl bildete sich eine Ampelkoalition. Diese wählte am 8. Dezember Olaf Scholz zum Bundeskanzler; woraufhin das Kabinett Scholz gebildet wurde. Lührmann ist seit diesem Tag Staatsministerin für Europa bei der Bundesministerin des Auswärtigen, Annalena Baerbock. Seit Dezember 2021 ist sie auch Beauftragte der Bundesregierung für die deutsch-französische Zusammenarbeit. Im Januar 2022 wurde sie zudem zur Sonderbeauftragten der Bundesregierung für den Vorsitz Deutschlands im Ministerkomitee des Europarats ernannt. Im Zuge der Bildung des Kabinetts Merz am 6. Mai 2025 schied sie aus diesen Ämtern aus.
Lührmann zog nach der Bundestagswahl 2025 über die hessische Landesliste erneut in den Bundestag ein. Im 21. Deutschen Bundestag ist sie ordentliches Mitglied des Ausschusses für Digitales und Staatsmodernisierung sowie stellvertretendes Mitglied im Ausschuss für die Angelegenheiten der Europäischen Union sowie im Innenausschuss.
Am 15. März 2025 wurde Lührmann gemeinsam mit Julia Frank zur Landesvorsitzenden von Bündnis 90/Die Grünen Hessen gewählt.

## Mitgliedschaften
Anna Lührmann ist Mitglied der überparteilichen Europa-Union Deutschland, die sich für ein föderales Europa und den europäischen Einigungsprozess einsetzt.

## Familie
Lührmann hat eine Tochter mit dem Diplomaten Rainer Eberle (* 1954), der u. a. deutscher Botschafter im Sudan (2008–11) und in Libyen (2011–13) war.

## Veröffentlichungen (Auswahl)
- (als Hauptautorin:) Enhancing Youth Political Participation Throughout the Electoral Cycle – A Good Practice Guide. Entwicklungsprogramm der Vereinten Nationen, 2013.
- Elections and Peace in Africa: Perspectives for 2015. In: Opinión CIDOB, Nr. 295, Januar 2015.
- UN Electoral Assistance: Enhancing Democratization or Legitimizing Authoritarian Rule? Dissertation, Humboldt-Universität zu Berlin, 2015.
- (mit Staffan I. Lindberg:) A third wave of autocratization is here: what is new about it? In: Democratization. Band 26, Nr. 7, 3. Oktober 2019, ISSN 1351-0347, S. 1095–1113, doi:10.1080/13510347.2019.1582029. Ausgezeichnet mit dem Frank-Cass-Preis für den besten Artikel des Jahres in der Zeitschrift Democratization.[13]